# Lymantria beatrix
Lymantria beatrix este o specie de molii din genul Lymantria, familia Lymantriidae, descrisă de Stoll 1790 Conform Catalogue of Life specia Lymantria beatrix nu are subspecii cunoscute.

## Galerie

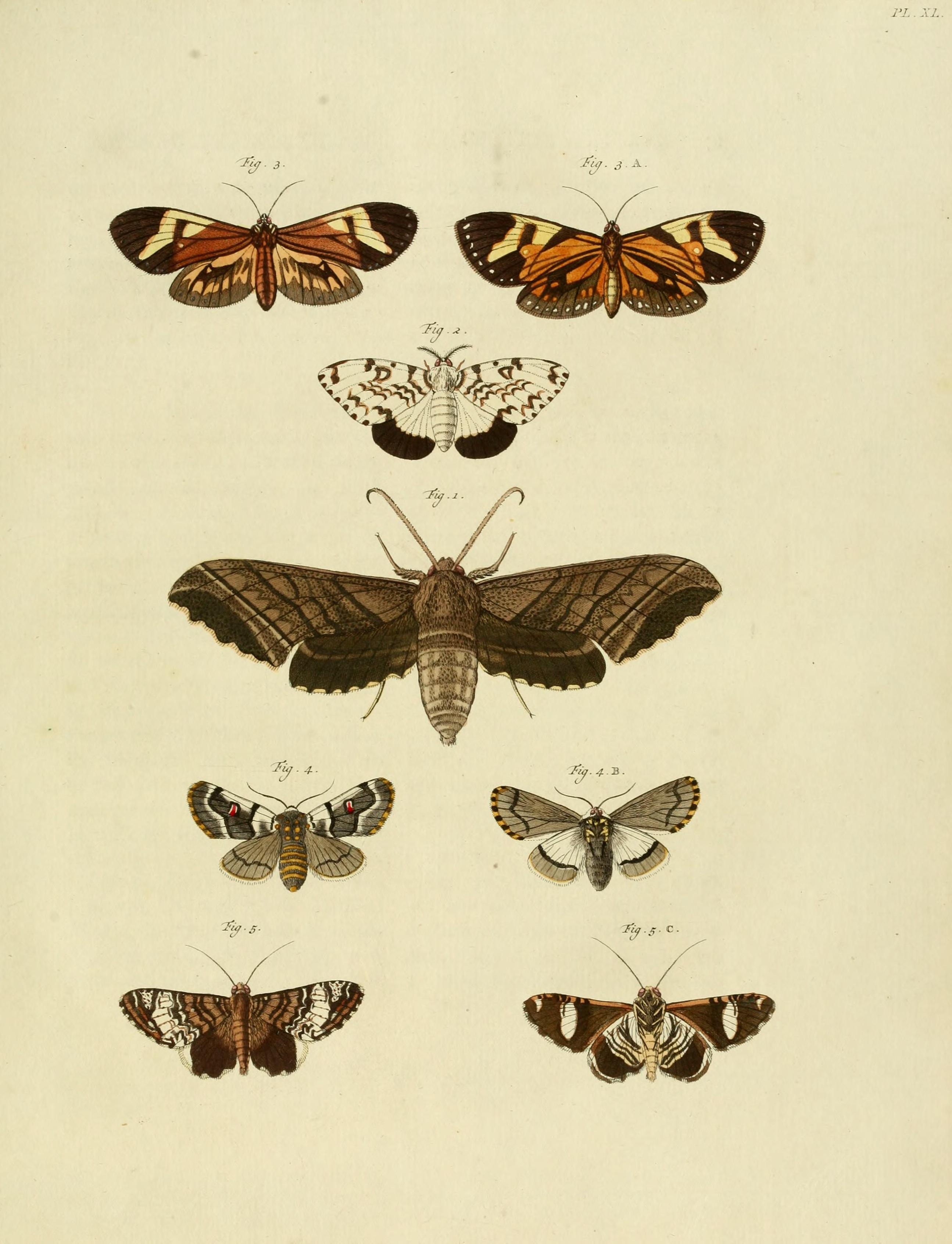